# Els 10 santuaris de Tòquio
Els 10 santuaris de Tòquio (東京十社, Tōkyō jissha) són deu santuaris xintoistes de Tòquio elegits el 8 de novembre de 1868 per l'Emperador Meiji i elevats a la categoria de Shakaku (社格).

## Llista
| Santuari                     | Barri          | Districte | Classificació | Consagració       | Ref. |
| ---------------------------- | -------------- | --------- | ------------- | ----------------- | ---- |
| Santuari de Nezu             | Nezu           | Bunkyō    | Prefectural   | Susanoo           |      |
| Gran Santuari de Shiba       | Shiba-Daimon   | Minato    | Prefectural   | Amaterasu         |      |
| Santuari de Kanda            | Soto-Kanda     | Chiyoda   | Prefectural   | Ōkuninushi        |      |
| Santuari de Hie              | Nagata-chō     | Chiyoda   |               | Ōyamakui          |      |
| Santuari Tenjin de Kameido   | Kameido        | Kōtō      | Prefectural   | Tenjin            |      |
| Santuari de Hakusan          | Hakusan        | Bunkyō    | Llogaret      | Izanagi i Izanami |      |
| Santuari de Shinagawa        | Kita-Shinagawa | Shinagawa | Llogaret      | Susanoo           |      |
| Santuari Hachiman de Tomioka | Tomioka        | Kōtō      | Prefectural   | Hachiman          |      |
| Santuari d'Ōji               | Ōji-Honchō     | Kita      | Llogaret      | Amaterasu         |      |
| Santuari de Hikawa           | Akasaka        | Minato    | Prefectural   | Susanoo           |      |